# Mirliton (signal)
Pour les articles homonymes, voir Mirliton.
 (janvier 2015).
Si vous disposez d'ouvrages ou d'articles de référence ou si vous connaissez des sites web de qualité traitant du thème abordé ici, merci de compléter l'article en donnant les références utiles à sa vérifiabilité et en les liant à la section « Notes et références ».

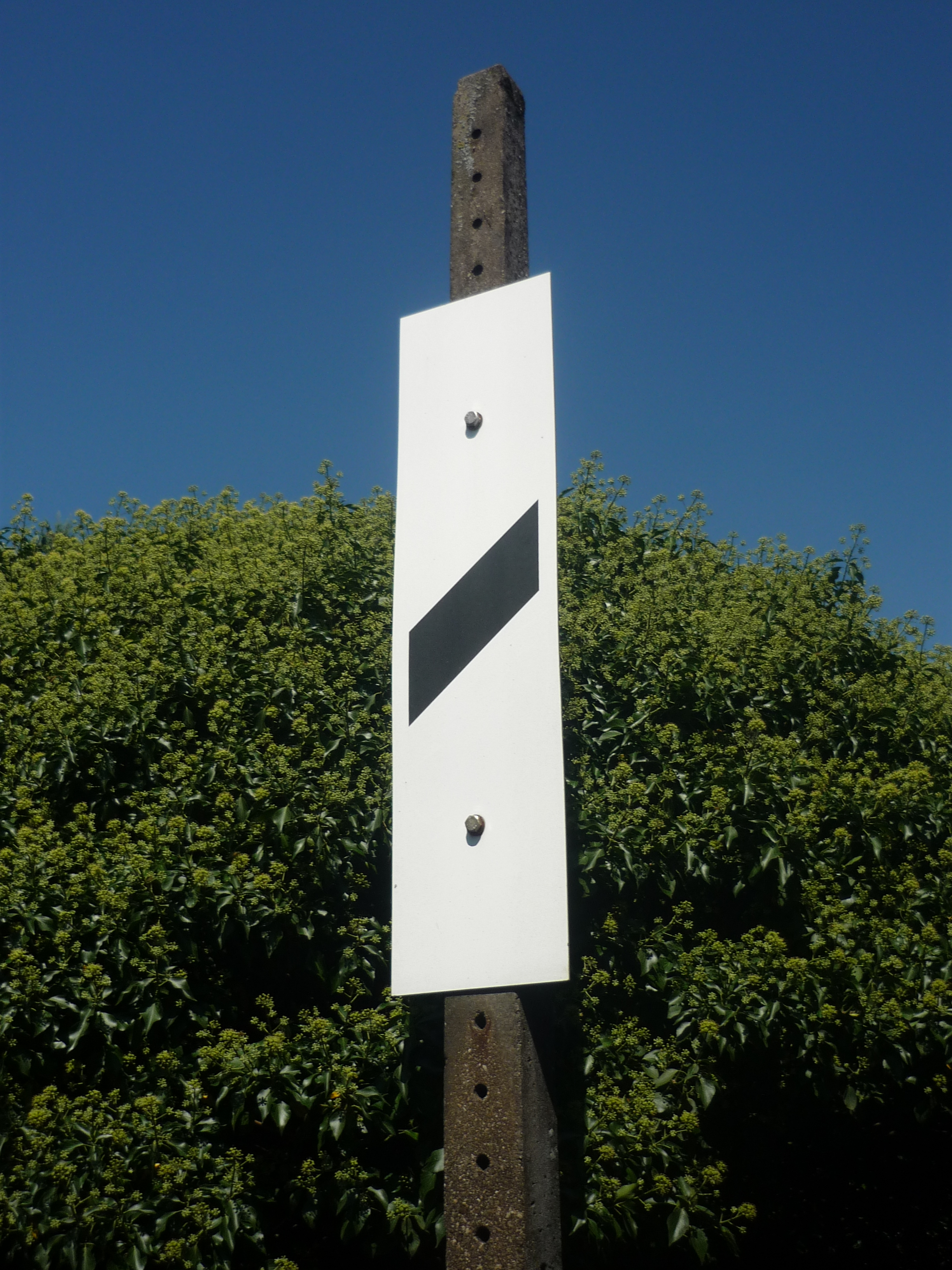
Mirliton SNCF en gare de Meaux.

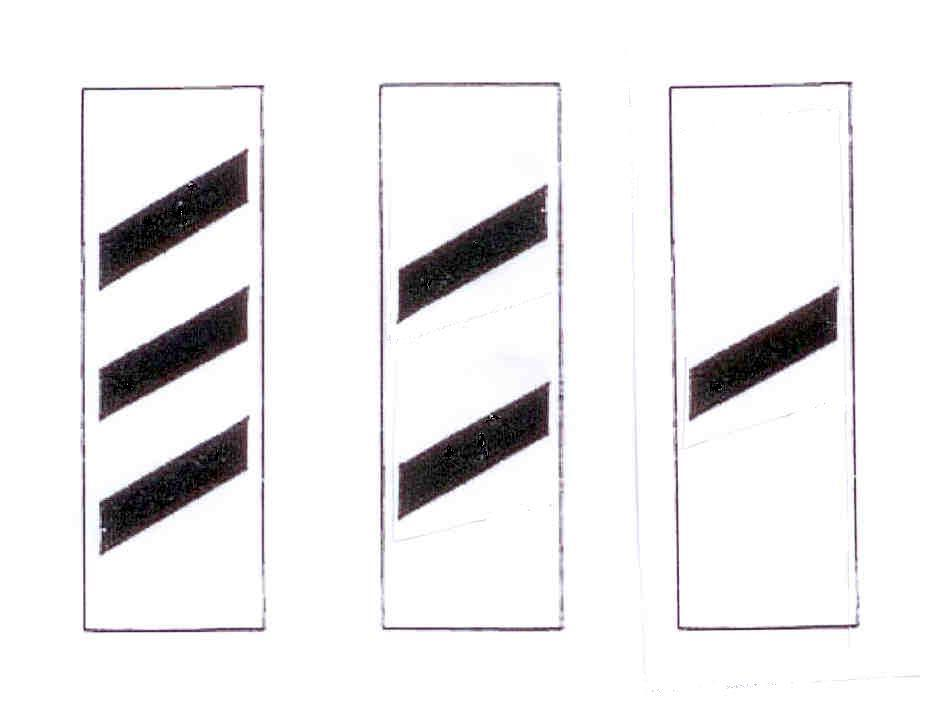
Mirlitons SNCF.

Un mirliton est un signal ferroviaire utilisé par la SNCF, les CFL ou, avec un dessin différent, dans le réseau parisien du métro. 

## Implantation

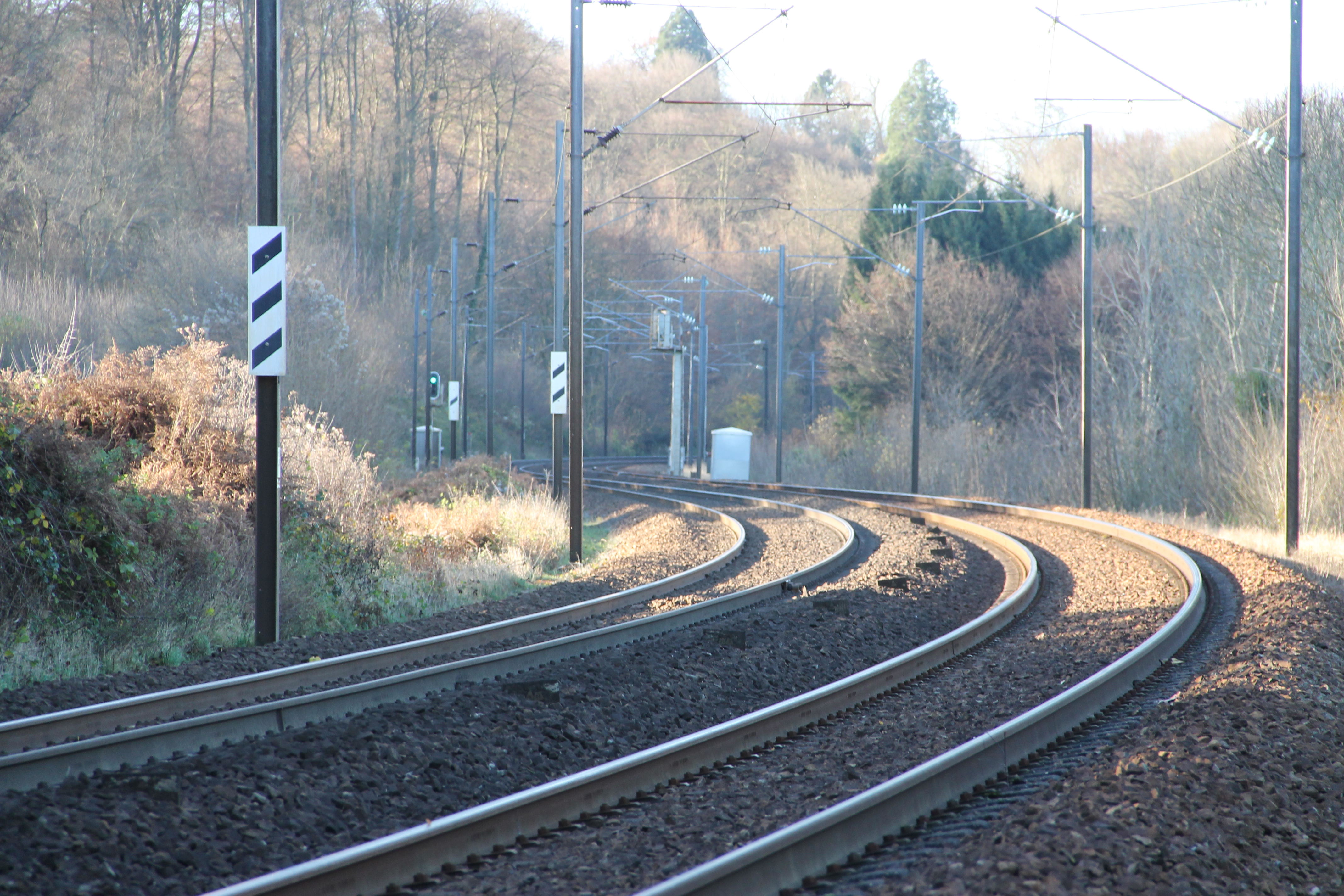
Mirlitons entre Pavilly et Motteville (ligne de Paris-Saint-Lazare au Havre).

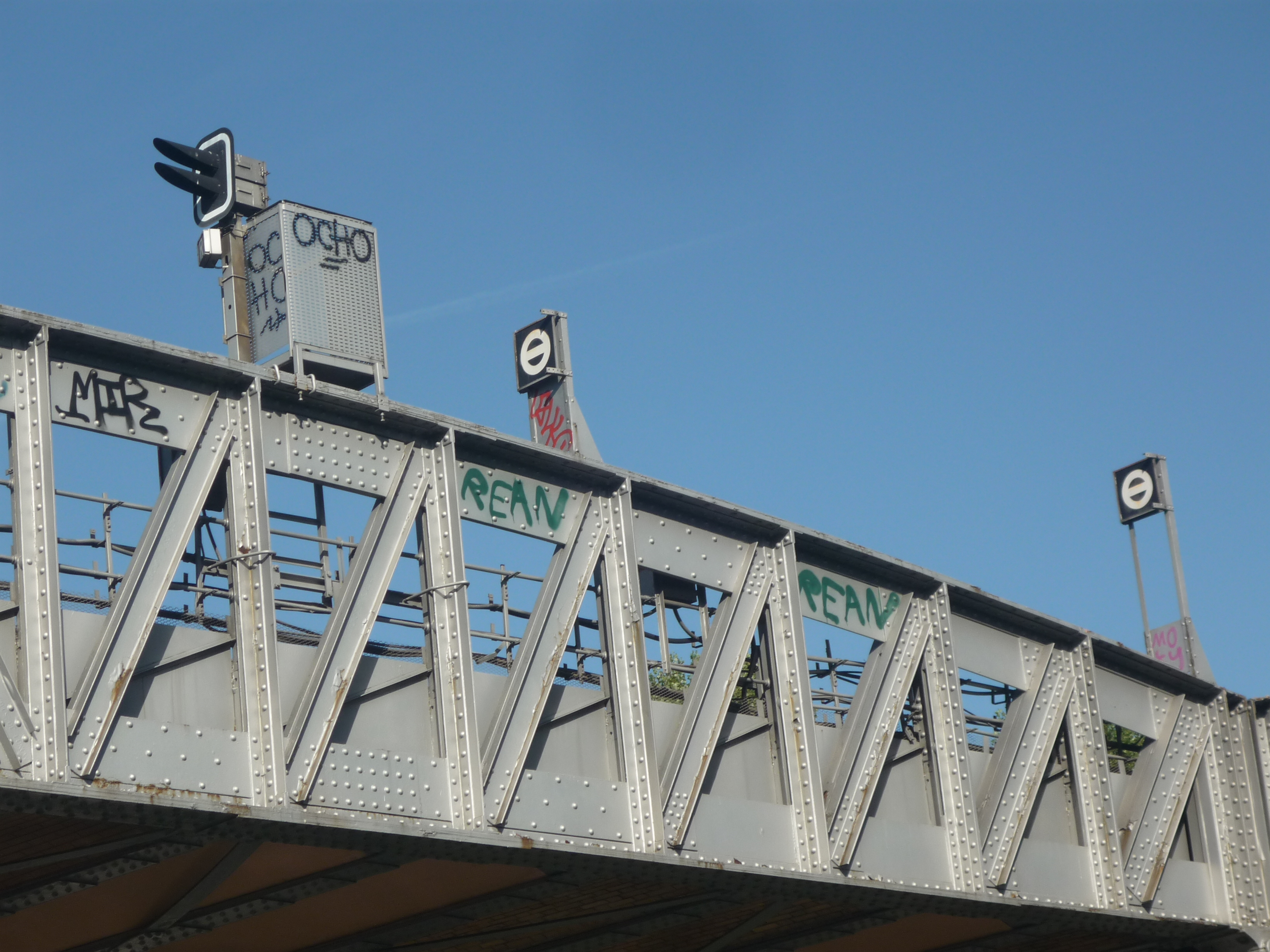
Mirlitons entre les stations de métro Stalingrad et Jaurès.

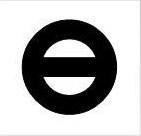
Mirliton du métro parisien.

Les mirlitons SNCF avertissent le conducteur d'un train qu'il va aborder un signal à visibilité réduite. Un mirliton est placé 100 mètres avant celui-ci ; un deuxième et un troisième peuvent également être placés plus en amont, implantés à une distance de 100 mètres les uns des autres.
Les mirlitons CFL sont implantés : à 100 mètres du signal, puis les deux suivants sont espacés de 75 mètres chacun. Ils sont esthétiquement identiques à ceux de la SNCF, les CFL utilisent en plus un format carré dans le cas d'implantation dans des espaces exigus.
Sur les lignes à vitesse inférieure ou égale à 60 km/h, un seul mirliton avec une seule bande noire est utilisé. Sur les lignes à vitesse comprise entre 60 km/h et 120 km/h, deux mirlitons sont implantés : l'un avec une et l'autre avec deux bandes noires. Sur les lignes à vitesse supérieure à 120 km/h, trois mirlitons sont implantés en amont du signal, avec respectivement une, deux et trois bandes noires.
Les mirlitons du métro parisien et marseillais, tous identiques, sont disposés à intervalles réguliers en amont des zones à visibilité réduite des voies (au niveau des courbes).

## Histoire
Les mirlitons SNCF sont des signaux très anciens qui existent depuis le début du chemin de fer en France.

## Origine du nom
Les dessins portés par cette succession de signaux leur ont valu le nom de mirlitons, car ils rappellent la bandelette enroulée avec des poèmes autour du tube en carton de l'instrument de musique jadis très populaire appelé mirliton et ancêtre du bigophone.